# L'Adoration des mages (Bramantino)
Pour les articles homonymes, voir L'Adoration des mages (homonymie).
L'Adoration des mages est une peinture à l'huile sur bois (56,8 × 55 cm) du peintre italien Bramantino, réalisée vers 1500 et conservée à la National Gallery de Londres. 

## Histoire et description
L'œuvre, qui est entrée dans la National Gallery avec l'héritage Layard en 1916, représente le thème de l'Adoration des mages. Le lieu de l'exposition de l'Enfant Jésus est une ruine antique comportant une volée de pièces créées pour mettre en place une perspective classique centrée (dont on peut distinguer les traits de construction de la grille préparatoire), appréciable également dans les cuves de pierre disposées au pied des marches de l’estrade sur laquelle Marie est assise. Elle tient l'Enfant dans ses bras, tandis que les mages arrivent depuis la gauche et la droite portant leurs présents, dans une symétrie raffinée et contrastée, chacun un pied sur le premier gradin de l'estrade, tous vus de profil, le plus vieux à gauche et les deux autres à droite. Cette juxtaposition symétrique se retrouve également chez les deux personnages vêtus de rouge autour de la Vierge pointant du doigt Jésus : saint Joseph à gauche, dans une ombre significative de son rôle inactif dans la naissance du Christ,  Jean-Baptiste anachroniquement adulte à droite, la tête tournée vers le spectateur. 
Les cimes montagneuses de droite étaient à l'origine conçues comme des tours, mais leur forme architecturale, constituée de murs et de contreforts, est encore visible. À mi-hauteur, sur un nuage, la silhouette d'un ange apparaît, symbolisant l'Annonce aux bergers. 
La simplification des volumes, les draperies gonflées et ridées, la lumière froide et parfois métallique sont des caractéristiques typiques des œuvres de l'artiste entre la fin du XVe et le début du XVIe siècle.